# Praia da Ferradura
A Praia da Ferradura localiza-se na cidade de Búzios, no estado brasileiro do Rio de Janeiro. Praia de Enseada Tranquila e águas frias. Com bares no canto esquerdo da praia.